# ولادیمیر بوگوراز
ولادیمیر بوگوراز (روسی: Влади́мир Ге́рманович Богора́з؛ ۲۷ آوریل ۱۸۶۵ – ۱۰ مه ۱۹۳۶) یک دانشمند در زمینه انسان‌شناسی اهل امپراتوری روسیه بود.